# Тавиони, Майк
Майк Тавиони (англ. Mike Tavioni, род. 1947, Раротонга) — художник и писатель с Островов Кука. Его роль в тихоокеанском художественном сообществе признана от Новой Зеландии до Гавайев.
Тавиони родился на острове Раротонга. Он получил образование в колледже Тереора, затем в колледже Нортленд, Кайкохе и Университете Мэсси в Новой Зеландии, получив степень в области сельского хозяйства и садоводства. В 2019 году он получил степень магистра изобразительных искусств в Оклендском технологическом университете. Он работал в самых разных областях, включая печать, живопись, резьба по дереву, камню и кости, а также татуировку. В 1975 году он начал печатать футболки с использованием деревянных блоков. В 2002 году он опубликовал сборник стихов «Speak Your Truth». В 2016 году ему было поручено вместе с новозеландским художником Мишелем Таффери создать резные деревянные ворота для мемориального кладбища в ознаменование столетия участия островов Кука в Первой мировой войне.
Тавиони безуспешно баллотировался в качестве кандидата от партии Единства на выборах в 1978 году.